# Scherbusch
Koordinaten: 50° 58′ 3″ N, 7° 33′ 54″ O
Das Naturschutzgebiet Scherbusch liegt auf dem Gebiet der Stadt Wiehl im Oberbergischen Kreis in Nordrhein-Westfalen.
Das Gebiet erstreckt sich nördlich der Kernstadt Wiehl und nordwestlich und nördlich von Alpe, einem Ortsteil von Wiehl. Am westlichen Rand des Gebietes verläuft die Kreisstraße K 48 und am südöstlichen Rand die Landesstraße L 341. Nördlich verläuft die A 4.

## Bedeutung
Das etwa 61,4 ha große Gebiet wurde im Jahr 2013 unter der Schlüsselnummer GM-110 unter Naturschutz gestellt.